# SynSUN
SynSUN (сокр. от Synthesized Sunshine) — украинский psytrance-проект, широко известный за пределами СНГ, с 2010 года базируется в Бельгии. За 15 лет существования SynSUN выпустил 5 альбомов, 5 E.P. и более 30 композиций для других сборников. В дискографии проекта можно найти ремиксы и треки, написанные в сотрудничестве с такими известными коллективами как Infected Mushroom, Astral Projection, Skazi, Yahel, Talamasca, Eskimo, Ticon, Vibe Tribe, Bliss, Wizzy Noise и др.

## История
SynSUN был основан в 1998 году Андреем Вахненко (Andi Vax) и Виталием Самолыгой (Willy). Еще на заре карьеры, в 2001 году вошел в 10-ку лучших psy trance проектов по результатам конкурса лейбла Inpsyde Media(Италия). В 2006 году SynSUN получили награду за первое место в списке лучших psy trance проектов СНГ по рейтингу  Good Food Sun Trance. Переломным моментом в творчестве SynSUN стал альбом «We are the world», который создавался в новом составе: Андрей Вахненко (Andi Vax) и Евгений Рябинин (Jackie White). После появления этого альбома авторам поступило много предложений по релизам и live-выступлениям в Европе и СНГ. Наиболее значимые события с живыми выступлениями SynSUN —  Tomorrowland Festival (крупнейший EDM-фестиваль в Европе 180.000 человек, Бельгия), Boomerang NYE Festival (Юж. Африка), Life Festival (Ирландия), National Liberty Festival (Нидерланды), Indian Spirit (Germany), а также выступления на мероприятиях Швейцарии, Англии, Швеции, Португалии, Италии, Бельгии, Германии, Израиля, Венгрии, России и тд. С 2010г. проектом SynSUN (лайв-выступления, авторство треков и ремиксов) занимается Евгений Рябинин (Jackie White), Андрей Вахненко сосредоточился на развитии собственной студии, но неизменно контролирует звучание SynSun на студии мастеринга. С 2011г. SynSUN удерживает лидерство как psy trance  №1 по рейтингу Showbiza.

## Дискография
SynSUN альбомы
2004 — Symphonic Adventures (Kagdila Records, USA)
2006 — Phoenix (Starsound Records, Grece)
2007 — Unstoppable (Spliff Records, Israel)
2008 — We Are The World (Phonokol Records, Israel)
2011 — Alter Ego (Dacru Records, Belgium)
SynSUN EP
2008 — Set the Pace [EP] (Phonokol Records, Israel)
2010 — Future People [EP] (Phonokol Records, Israel)
2010 — Warm Up [EP] (Phonokol Records, Israel)
2011 — Brave Heart [EP] (Dacru Records, Belgium)
2012 — Volume One [EP] (Planet BEN Records, Germany)
SynSUN Сборники и компиляции
07. Mechanical  / Hado Records (Russia)
07. Ceremony / Goa Vol.9 / YSE (Germany)
07. Tataria / Peace Therapy Vol.2 / Kagdilia (USA)
07. Prelude / Goa Vol.17 / YSE (Germany)
09. Tron / Goa Girl Vol.4 / YSE (Germany)
14. Enter Sandman / Goa Girl Vol.4 / YSE (Germany)
03. Science Fiction / Skygravity Vol.1 / Skygravity (Ukraine)
07. Boonyasha / Jet Coaster / Sigma Production (Japan)
10. Invisible People / Spliff it Up! by Uriya / Spliff Music (Israel)
03. Science Fiction (Safi Connection Remix) / Psionic Groove / Digital Psionics (Sweden)
04. White and Black / Jack in the Box — compiled by Kamasutrance / Phonokol (Israel)
05. Phoenix (Virtual Attack Remix) / Breaking News / Magma (Italy)
04. Sigumo Killer / Breaking News / Magma (Italy)
05. Frightful Dream (vs. Digital Tribe) / Wake Me Up / Kagdilia (USA)
10. Meta Dream (Astral Waves Remix) / Astral Waves — Mystique / Sunline (Canada)
20. Embryo / Goa Visions vol. 1 / Midijum (Germany)
08. On the Tron / Goa Connection Vol. 2 / GoaCrops (Germany)
10. Self Domination / Tokyo Sensation / Fineplay (Japan)
08. Disco Bomber / United Colours Of Trance Vol. 1 / Beyond Logic (India)
04. Astral Projection — Open Society (SynSUN Remix) / Astral Projection — The Blissdom [EP] / Trust in Trance (Israel)
02. Mushroom Cocktail (vs. Artsense) / Artsense — Prime / Blitz Studious (Australia)
06. Mekkainkka — Musicanical (SynSUN vs. Artsense Remix) / Artsense — Prime / Blitz Studious (Australia)
01. Invisible People / Goa Tunes Vol. 3 / Future Audio
03. Who U Are (vs. Twina & Elik) / Twina — Secret Identity / Phonokol (Israel)
05. Phoenix (Micky Noise Remix) / Micky Noise — Maya / Harmonia (Grecee)
08. The Key (Lamat Remix) / Lamat — New Horizons / Dacru (Belgium)
03. Astral Projection — Open Society (SynSUN Remix) / Astral Projection — Open Society [EP] / Trust in Trance (Israel)
06. Future People (Exodus Remix) / Exodus — Welcome To My World / Biomechanix (Mexico)
06. DigiCult vs. U-Recken — Days In Space (SynSUN vs. Insum Remix) / Poison / Veleno Music (Italy)
04. Phoenix (Micky Noise Remix) / Essentials Vol.2 / Dacru (Belgium)
06. Future People (Synthon Remix) / Funktion 2 / 3l3mental (Australia / Brazil)
05. Set The Pace (Prototype Remix) / Prototype — Epic Chords / Planet BEN (Germany)